# Le Chemin de Peyreblanque
Le Chemin de Peyreblanque est un roman de Georges-Patrick Gleize paru en 2003.

## Résumé
Quand Laurent arrive au village de La Prade, en plein cœur de l'Ariège, en 1964, il a perdu beaucoup d'illusions dans la guerre d'Algérie, mais surtout son ami Pierrot qui lui a laissé la ferme de Peyreblanque. Sur le chemin des souvenirs et du passé retrouvé, il découvre un monde rural plein de secrets, de rancœurs, de passions. Face au maire, un affairiste véreux, c'est vers lui que finalement tout le village se tourne pour sauver la vallée.